# Spanochaeta
Spanochaeta is een geslacht van insecten uit de familie van de echte vliegen (Muscidae), die tot de orde tweevleugeligen (Diptera) behoort.

## Soort
- S. dorsalis (von Roser, 1840)